# 陳港斌
陳港斌（Chan Kong Pan，1996年4月13日－），生於香港，香港足球運動員，司職後衛，現時自由身。

## 球會生涯
陳港斌生於香港，由南華青年軍踢起，後來輾轉效力太陽飛馬青年軍，更於2015年1月10日在以4–1大勝和富大埔的聯賽，後備入替沈國輝首度在頂級聯賽亮相，最後在2015年7月於港超聯球會冠忠南區試腳成功加盟，在球隊的5後衛陣中搶得一席位，並獲得穩定上陣時間。
2020年3月16日，陳港斌在足總盃八強對和富大埔的比賽中取得職業生涯首個入球。
2021－22球季，陳港斌加盟香港甲組聯賽球會和富大埔。2022年7月10日，深水埗對和富大埔的甲組聯賽盃決賽在九龍灣公園運動場舉行，陳港斌梅開二度，協助大埔以2比1反勝深水埗，贏得冠軍。不過陳港斌考慮到前途不明朗已經婉拒隨隊升班。

## 國際賽生涯
2016年7月15日，陳港斌入選香港U21的決選名單，岀戰在新加坡舉行的新加坡四國賽，最終大敗而回，他於2017年7月入選香港U22代表隊，參與在朝鮮舉行的的亞洲23歲以下錦標賽外圍賽，但最後香港以1勝2和不敗的成績，未能成為五隊最佳次名之一，無緣晉身決賽周。2017年1月，他入選香港B隊參與「第39屆省港盃」。2018年10月，他也入選香港B隊參與「七十四屆港澳足球埠際賽」，並以6:1擊敗澳門隊。

## 榮譽
個人
- 冠忠南區 2月份最佳球員（2015–16季度）

香港代表隊
- 港澳埠際賽冠軍（2017年）

## 外部連結
- 香港足球總會網頁球員註冊資料 （页面存档备份，存于）